# Gamasellus virgosus
Gamasellus virgosus är en spindeldjursart som först beskrevs av Lee 1966.  Gamasellus virgosus ingår i släktet Gamasellus och familjen Ologamasidae. Inga underarter finns listade i Catalogue of Life.